# 並樹ゆりあ
並樹 ゆりあ（なみき ゆりあ、1986年10月23日 - ）は、日本のAV女優。サンプロ所属。
趣味は、ショッピング。

## 略歴
東京都出身。2007年にAVデビュー。

## 出演作品
2007年
- 渋○女子○生！ウラパー! VOL.02（3月23日、プレステージ）他出演:星野優奈、日比野夕希、永瀬あき、国仲みさと
- eighteen18歳限定。 初撮りギャル尻コキ顔騎3P生中出し（4月5日、eighteen）
- 女子校生競泳水着グチョヌレダンス（4月28日、ラハイナ東海）共演:大沢佑香、早坂めぐ
- 放課後女子校生 めっちゃラブラブ★ダンス! VOL.3（5月2日、プレステージ）共演:大沢佑香、早坂めぐ
- 「家庭教師が美少女にした事の全記録」 隠撮カメラFILE 8（5月12日、グローリークエスト）
- XXXXX!福岡完全素人編（6月22日、シャイ企画）他出演:永瀬あき、上原友美、天乃ひな、遥めい
- 初めての絶頂中出しFUCK（7月25日、OPERA［オペラ］）
- コミケでウワサの風俗タクシー（7月28日、クリスタル映像）
- 貧乳女子校生 2（9月14日、TMA）他出演:野中あんり、中野すず、宝部ゆき
- SOFT ON DEMAND ファン大感謝祭 コスプレイヤー 女子大生 ピチピチロリータSP（9月20日、SODクリエイト）共演:竹下あや、国生みさき、高嶋みく、松坂るい、花泉結香
- 最高のマンコ&アナル中出し浣腸SEX（9月25日、OPERA［オペラ］）
- 少女体罰 7（10月1日、中嶋興業）
- 精飲と飲尿と中出し（10月19日、エムズビデオグループ）
- 中出し女子校生暴行 膣（ナカ）にタップリ出してやるぜ!!3時間（11月9日、ビッグモーカル）他出演:仲咲千春、愛里ひな、杏野まひる、大沢佑香、辻さき
- MOODYZ女学園 ～性欲処理器にされた集団女子高生（12月1日、MOODYZ）共演:前田姫々、姫咲えりか、真鍋美奈、大貫かりん、高嶺みりあ、小口真奈美、愛内もえ、長瀬あずさ、沢井真帆、小笠原咲、綾瀬ゆう、柴咲りお ※AVグランプリ2008 グランプリステージ エントリー作品
- 最高のWパイパン浣腸レズビアン大乱交（12月25日、OPERA［オペラ］）共演:天宮紗那

2008年
- 新・素人女子校生［CLASS－A］ 2 （1月11日、ビッグモーカル）他出演:大沢佑香、辻さき、真崎ねね、鮎川なお、平井ゆきな
- 羞恥!お尻の穴をいきなり広げて見る!嗅ぐ!舐める!（2月7日、サディスティックヴィレッジ）他出演:佐藤江梨花、香奈々、福原さやか、真島みゆき
- 会員制ロ●ータ美術館（2月21日、V&Rプロダクツ）共演:永瀬あき、愛音ゆう、園原りか、瀬戸ひなた、杏野まひる、飯島くらら、桜沢みゆ
- コスフレ 並樹ゆりあ×倉本瞳（6月27日、TMA）共演:倉本瞳
- コスプレイヤー裏バイト（8月29日、ユープランニング）
- 中出し了解（9月20日、プレステージ）
- コードエロス 淫虐のコスプレイヤー（10月10日、TMA）他出演:楓まお、小日向しおり、渚、宮崎あいか、真琴さや
- アヒル口しか愛せない。（10月23日、SODクリエイト）他出演:早乙女美奈子、芹澤かなえ、矢沢るい
- CLONNAD（11月7日、TMA）他出演:桜井真央、藤森ねね、美花ぬりぇ、小野瀬香恋、みづき伊織
- ミニスカニーソックスしか見たくない!4時間 3（11月14日、TMA）他出演:楓まお、真琴さや、美花ぬりぇ、渚、相崎琴音、宮崎あいか、小日向しおり、舞雪

2010年
- オペラ5周年記念DVD24時間6枚組 （12月25日、オペラ）他多数出演

2011年
- 超人気女優・超ボリューム・超ハード2穴FUCK150作品16時間（1月19日、ROOKIE]）他多数出演